# Bleke heremietkolibrie
De bleke heremietkolibrie (Phaethornis anthophilus) is een vogel uit de familie Trochilidae (kolibries).

## Verspreiding en leefgebied
Deze soort komt voor van Panama tot Venezuela en telt twee ondersoorten:
- P. a. hyalinus: Pareleilanden (Panama).
- P. h. anthophilus: centraal Panama, noordelijk Colombia en noordelijk Venezuela.

## Status
De grootte van de populatie is in 2019 geschat op 0,5-5 miljoen volwassen vogels. Op de Rode lijst van de IUCN heeft deze soort de status niet bedreigd.  